# Abu Iúçufe Iacube Almançor
Abu Iúçufe Iacube (em árabe: ابو يوسف يعقوب; romaniz.: Abū Yūsuf Yaʿqūb; 1160 — 23 de janeiro de 1199), também chamado Iacube I Almançor ou somente Almançor, ou Miramolim na historiografia portuguesa,  foi califa almóada entre 1184 e 1199. Seu reinado coincidiu com o período de máximo esplendor do Califado Almóada no Alandalus (Península Ibérica). Filho do califa Abu Iacube Iúçufe I (r. 1163–1184) e uma escrava de Silves, foi proclamado califa em Sevilha em 10 de agosto de 1184, dias após a morte de seu pai. Em setembro volta ao Magrebe, onde reafirma sua posição ao ser novamente proclamado em Rabate e então segue para Marraquexe, sua capital.
Já no começo de seu reinado, a Ifríquia (norte da Argélia e toda a Tunísia) foi ameaçada pelos Banu Gania, um clã descendente dos derrotados Almorávidas. Sob Ali, eles conquistaram vários territórios almóadas e marchavam contra os territórios do atual Marrocos. Iacube organizou um contra-ataque contra os Banu Gania que permitiu a reconquista da Ifríquia e freou as investidas deles por alguns anos, ao mesmo tempo que cooptou os contingentes oguzes do inimigo para, talvez, formar a elite de seu exército. Em torno de 1187, a situação na Ifríquia estava temporariamente resolvida, mas já em 1189 Iacube precisou dar atenção ao Alandalus, que estava sendo alvo de ataques dos reinos cristãos. Em 1190-1191, retomou vastos territórios do Reino de Portugal e 18 de junho de 1194, venceu o Reino de Castela na importante Batalha de Alarcos. Retorna ao Magrebe em 1198, onde falece no ano seguinte.

## Vida

### Ascensão

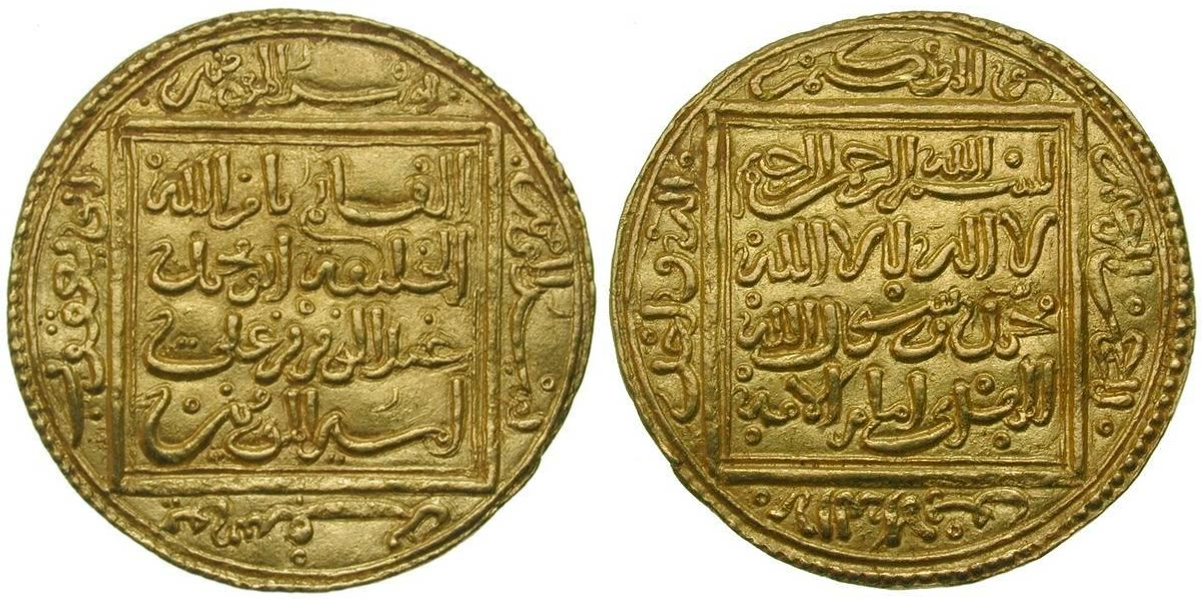
Dinar de r.

Nascido no começo de 1160, Iacube era filho do califa Abu Iacube Iúçufe I (r. 1163–1184) com a escrava dada a Iúçufe pelo senhor de Silves. Em 1183, o Alandalus (Hispânia) sofria enorme pressão de forças castelhanas e portuguesas em Sevilha e os leoneses sitiaram Cáceres. Em resposta, em dezembro, Iúçufe reuniu um grande exército que dirigiu-se contra o Alandalus. Cruzou o estreito de Gibraltar e entrou em Sevilha em 25 de maio de 1184. Saiu da cidade em 7 de julho à Badalhouce e então dirigiu-se a oeste rumo a Santarém, onde chegou em 27 de junho. A cidade estava sob defesa do rei Afonso I (r. 1112–1139), mas Iúçufe decidiu sitiá-la. O cerco durou até 3 ou 4 de julho, quando Iúçufe retirou-se e foi ferido mortalmente na confusa manobra. Sua morte foi escondida até o exército alcançar Sevilha, onde seu filho foi proclamado.
Iacube foi proclamado califa em 10 de agosto, mas parece que não era o herdeiro presuntivo. Sua eleição foi motivo de contestação e entre os contrariados estava seu irmão Omar, dirigente de Múrcia. Apesar disso, deve ter se logo se imposto, pois era lembrado por sua bravura e dinamismo e porquê, como vizir e colaborador de seu pai, foi iniciado nos assuntos do Estado. Ao ascender, Iacube dirigiu-se imediatamente ao Magrebe, onde chega em setembro. Ao chegar, suborna parte de seus familiares que ainda se opunham e proclamou-se novamente em Rabate antes de seguir para Marraquexe. Chegando na capital, tomou o título de miramolim, emitiu vários éditos financeiros e exigiu de seus súditos a ortodoxia mais estrita. Por algum tempo tentou administrar a justiça por conta própria em audiências públicas e satisfez sua paixão por construção ao financiar importantes obras em seu império. Por considerar muito apertado Dar Alhajar almorávida, onde seu pai e avô viveram, construiu o subúrbio de Açalia de modo a usá-la como sua residência, porém logo que começou sua obra soube da chegada dos Banu Gania de Maiorca em Bugia.

### Tumultos na Ifríquia

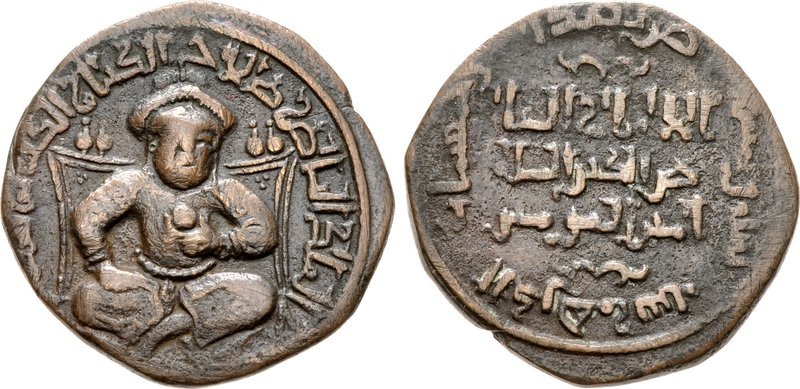
Dirrã do sultão Saladino r.

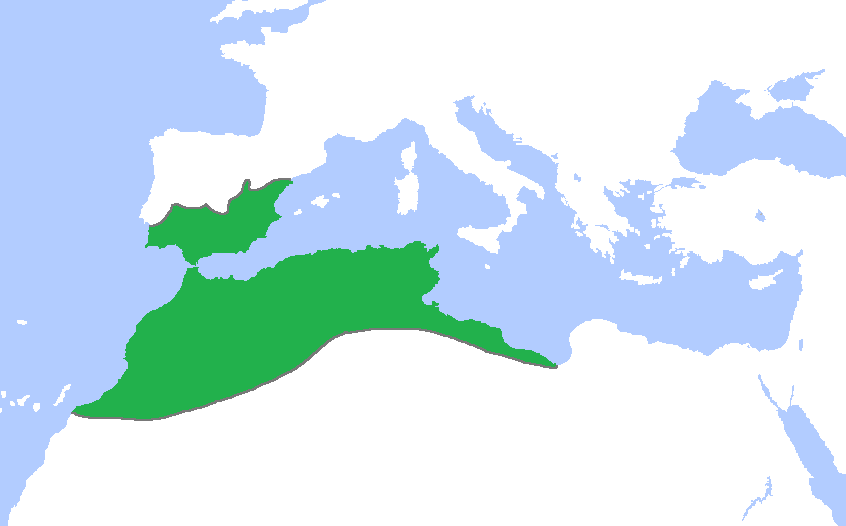
Califado Almóada ca. 1200

Aproveitando o revés em Santarém, os Banu Gania se recusaram a se submeter aos almóadas e lançaram uma investida contra o Magrebe Central e Ifríquia sob Ali. Eles tomaram Bugia em 12 de novembro de 1184 (ou 22 de maio de 1185 segundo A. Huici Miranda) e marcharam ao Magrebe Central, capturando Argel, Muzaia, Miliana, Achir, Alcalá dos Banu Hamade e Constantina. Como contra-ataque, Iacube enviou de Ceuta expedição marítima e terrestre sob seu sobrinho, o saíde Abu Zaíde, que recapturou Argel, Bugia e demais regiões perdidas aos Banu Gania na primavera de 1186 e marchou contra Ali, que estava sitiando Constantina. Ali, abandonando o cerco, retirou-se rapidamente para Jaride, onde tomou Tozir e Gafsa. Abu Zaíde cometeu grave erro ao julgar que Ali estivesse fora de combate. Refugiado com seus irmãos na Ifríquia, Ali se recuperou para retomar a luta e reuniu vários dos grupos árabes e berberes da região e Caracuxe, escravo liberto de origem armênia de um sobrinho do sultão Saladino (r. 1174–1193), com quem se aliou em Trípoli.
Diante a situação, Iacube reuniu 20 000 cavaleiros e marchou contra Túnis em dezembro de 1186. Ao saber disso, Ali licenciou seus soldados e fugiu. Ele foi perseguido por 6 000 cavaleiros e se empenhou em atraí-lo para seu território, onde os confronta em Umra, perto de Gafsa, e inflige-lhes pesada derrota em 24 de junho de 1187. Iacube marchou contra Cairuão, impedindo que fosse a Gafsa e derrotando-o em Alhama em 14 de outubro; as tropas de Ali foram aniquiladas, mas escapou. Em 15 de outubro, Iacube marchou contra Caracuxe e ocupou-lhe sua base em Gabes, capturando sua família e apossando‑se de seus tesouros, mas poupando‑lhe a vida. Após essas vitórias, esforçou-se para restabelecer a autoridade almóada nas regiões conturbadas, organizando missões de limpeza em todo o Jaride, o rico manancial que alimentava forças inimigas, e tomando Tozir, Taquius, Nafti e Gafsa, onde castigou agentes ganíadas com rigor, mas mostrou clemência com os turcomanos oguzes do exército inimigo, com os quais talvez queria formar corpo de elite em seu exército. Ao fim de sua campanha bem-sucedida, deslocou grupos árabes dos judans, rias e acins e instalou-os, em sua maioria, na região de Tamesma, anteriormente povoada pelos Berguata. Apesar de tantas medidas, em poucos anos os Banu Gania se reorganizariam sob Iáia, irmão de Ali, e a situação almóada deteriorou rapidamente na Ifríquia.

### Campanha em Portugal

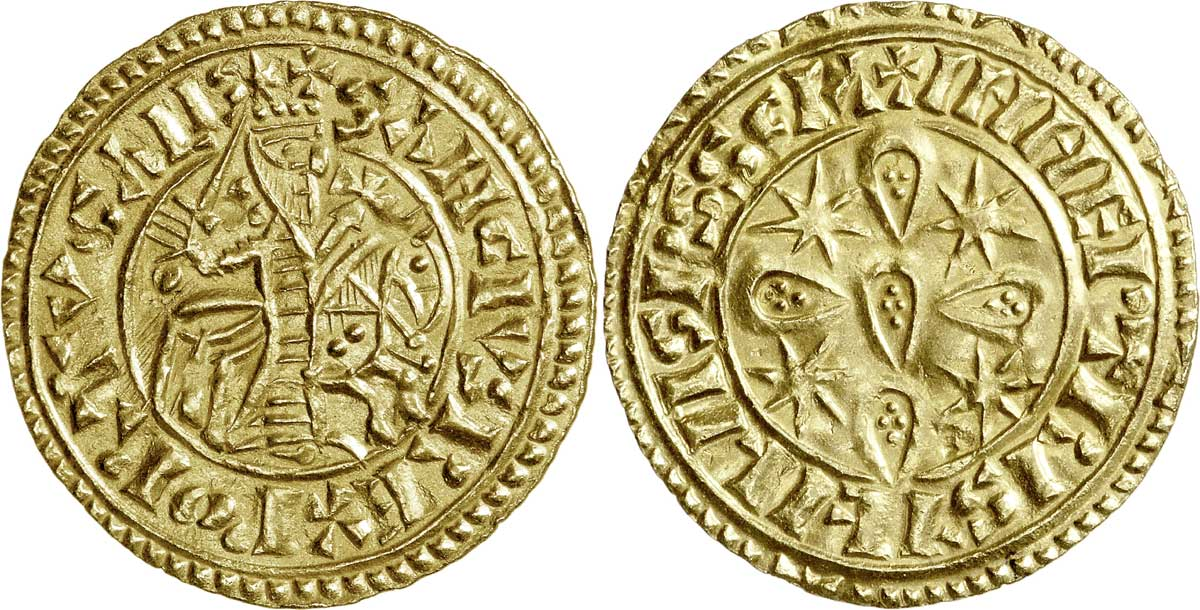
Morabitino com efígie de

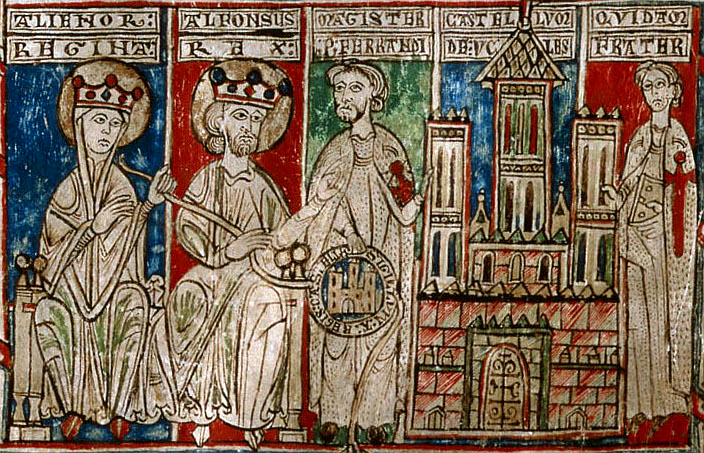
r. e Leonor de Inglaterra r. numa iluminura

Em 1189, durante o Cerco de Acre conduzido pelos cruzados, o sultão Saladino tentou obter o apoio da frota almóada, um apelo que Iacube se recusou a atender; ibne Caldune relata que o califa depois muda de ideia e envia 190 navios ao Egito. Simultaneamente, o rei Sancho I (r. 1185–1211) tomou Silves e Lagos, no Algarve, dos mouros e em 1190, a trégua acordada pelo pai de Iacube com o Reino de Castela terminou e o rei Afonso VIII (r. 1158–1214) aproximou-se de Sevilha e atacou Magacela, Reina, Alcalá de Guadaíra e Calasparra.
Aproveitando-se da trégua já firmada com o Reino de Leão e a que refirma com Castela após chegar em abril em Tarifa, na Andaluzia, Iacube organiza expedição contra o Algarve, onde captura Paderne e ataca, sem sucesso, Silves. Marchou ao norte, atacando Torres Novas, que foi capturado e destruído, e Tomar, que foi cercado em 05 de julho; a resistência templária sob Gualdim Pais, a quebra dos abastecimentos feitos a partir de Sevilha e doenças que se espalharam nas fileiras almóadas obrigaram-nos a levantar o cerco e voltar a Sevilha em 11 de julho. As fontes portuguesas que relatam tais eventos também citam o ataque almóada em Alcobaça e Leiria, mas é improvável devido ao curto período em que Tomar foi sitiada. Contudo, a presença moura deixou o Mosteiro de Santa Cruz em Coimbra e Santarém em alerta para possível ataque. Também se fala nas fontes do ataque de Lisboa, no qual possíveis 3 000 mulheres e crianças foram capturadas.
Em 1191, Iacube fez nova expedição em Portugal, tomando em 10 de junho Alcácer do Sal. Não tardou às guarnições de Palmela, Sesimbra e Almada fugirem às terras ainda sob controle de Sancho, permitindo a Iacube alcançar a linha meridional do rio Tejo. Com tais sucessos, o califa desceu ao Algarve em 27 de junho em direção a Silves, que foi cercada com ajuda do governador mouro de Córdova até 20 de julho, quando se rendeu; as fontes afirmam que os mouros capturaram 3 000 prisioneiros e 15 000 cabeças de gado em Silves. Com a perda de Alcácer e Silves, e a reconquista de vastas áreas do Alentejo pelos mouros (Lagos, Beja, Coruche, Juromenha, Serpa) à exceção de Évora, Sancho foi obrigado a estabelecer trégua com os almóadas.

### Batalha de Alarcos e morte

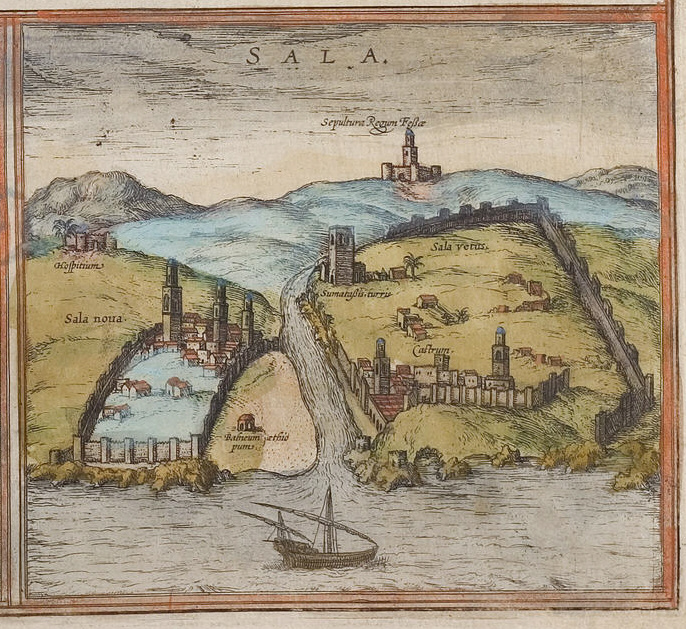
Gravura de 1572 do atlas Civitates Orbis Terrarum de Georg Braun representando Salé. Na margem sul do rio Bu Regregue vê-se em primeiro plano a casbá, cercada por muralhas de Rabate feitas por Iacube

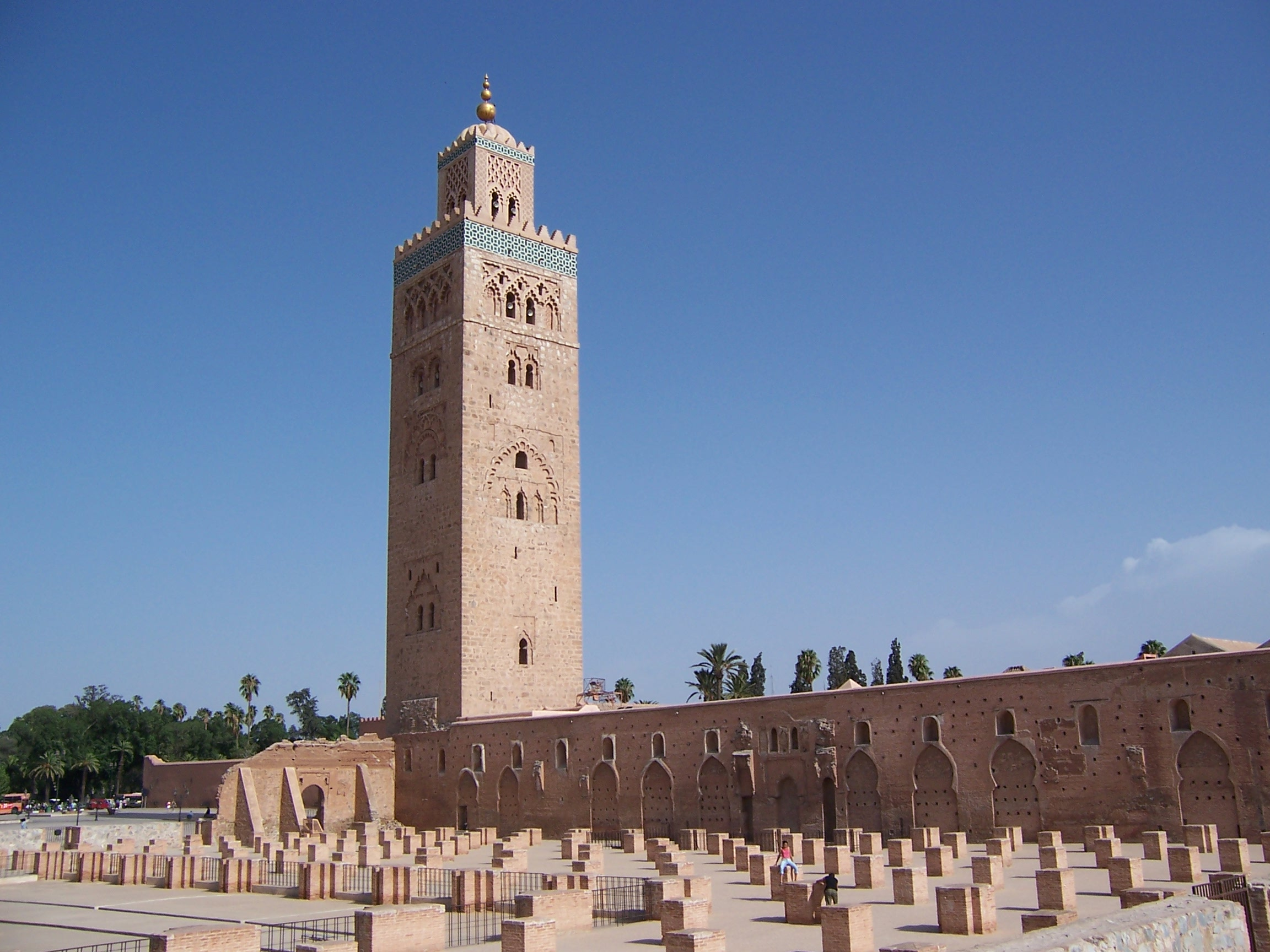
Mesquita Cutubia de Marraquexe

Por volta de 1194, aproveitando o fim da trégua com os almóadas e as novas alianças com Leão e Navarra, Afonso VIII retomou os ataques dirigidos ao sul e chegou, provavelmente, às imediações de Sevilha. Em 1 de junho de 1195, Iacube desembarcou suas tropas no Alandalus na linha costeira entre Alcácer-Ceguer e Tarifa. Em 6 de junho foi para Sevilha e em 30 de junho chegou em Córdova, de onde partiu em 4 de julho em direção a Alarcos, onde acampou em 18 de julho. Iacube conseguiu uma esmagadora vitória contra os catalães e seus aliados na famosa Batalha de Alarcos, tomou cinco fortalezas na região de Campo de Calatrava. e capturou, segundo ibne Caldune, quase 5 000 cristãos nas cercanias de Badalhouce. Ao retornar para Sevilha, marcou a sua vitória ao adotar o título honorífico de Almançor Bilá ("o vitorioso pela vontade de Alá [Deus]");
Iacube aceitou firmar a trégua com Castela, mas na primavera de 1196 tomou Montánchez, Trujilho, Santa Cruz da Serra e devastou, no vale do Tejo, a região de Talavera, a Velha antes de marchar a Toledo e destruir vinhedos e pomares. Em 1197, conduziu campanha que alcançou Madri (que foi defendida por Diego Lopes II), Alcalá de Henares e Guadalajara. Tais campanhas foram facilitadas pelos desacordos entre castelhanos, navarros e leoneses, porém não logrou obter qualquer impacto duradouro e o califa aceitou firmar a paz com Castela, mas não com Leão. Iacube ficou em Sevilha durante o restante de 1197, concluindo obras. Enfermo, deixou Sevilha em direção ao Magrebe em abril de 1198.  Nos seus últimos meses de vida, redobrou seus gestos piedosos e considerou abdicar para dedicar-se exclusivamente à religião. Faleceu em 23 de janeiro de 1199 e foi enterrado em Tinmel. Foi sucedido por seu filho Maomé, que havia sido nomeado herdeiro em 1191 e confirmado como tal em 1198. Outros dois filhos seus, Abu Maomé Aladil e Idris, também tornar-se-iam califas em 1124 e 1127, respectivamente.

## Vida privada e obras
Iacube esteve, mais do que os califas anteriores, muito interessado em obras públicas. Dentre suas obras se destacou a construção do Castelo de Aznalfarache, que desejava usar como residência durante suas campanhas no Alandalus, a conclusão do minarete da Mesquita de Sevilha — que constituiu o corpo principal da Giralda (torre sineira da Catedral de Sevilha) — iniciada por seu pai Abu Iacube Iúçufe, a edificação das muralhas do alcáçova de Sevilha e vários edifícios importantes (um conjunto palaciano, um hospital e a ampliação da casbá (cidadela amuralhada) da qual sobrevive o decorado Portão Agnau) em Marraquexe. Também finalizou a Mesquita Cutubia inciada por Abde Almumine,  cujo mimbar (púlpito) comissionado por ele tem estilo cordovês.
Iacube quis fazer do local em volta da cidadela de Salé, no atual Marrocos, uma grande cidade como "prova do seu poder e fé". Para tal mandou erguer extensas muralhas que rodeavam uma grande área, cujo canto noroeste era ocupado pela antiga casbá. No interior das muralhas mandou construir a grande Mesquita Haçane, que pretendia que fosse a maior do mundo. O futuro não correspondeu às expetativas — da grande mesquita só foi finalizado o imponente minarete, a atual Torre Haçane — e o local pouco se desenvolveu para além de um campo militar onde às vezes se concentravam tropas reunidas à jiade, ficando o interior amuralhado praticamente vazio.

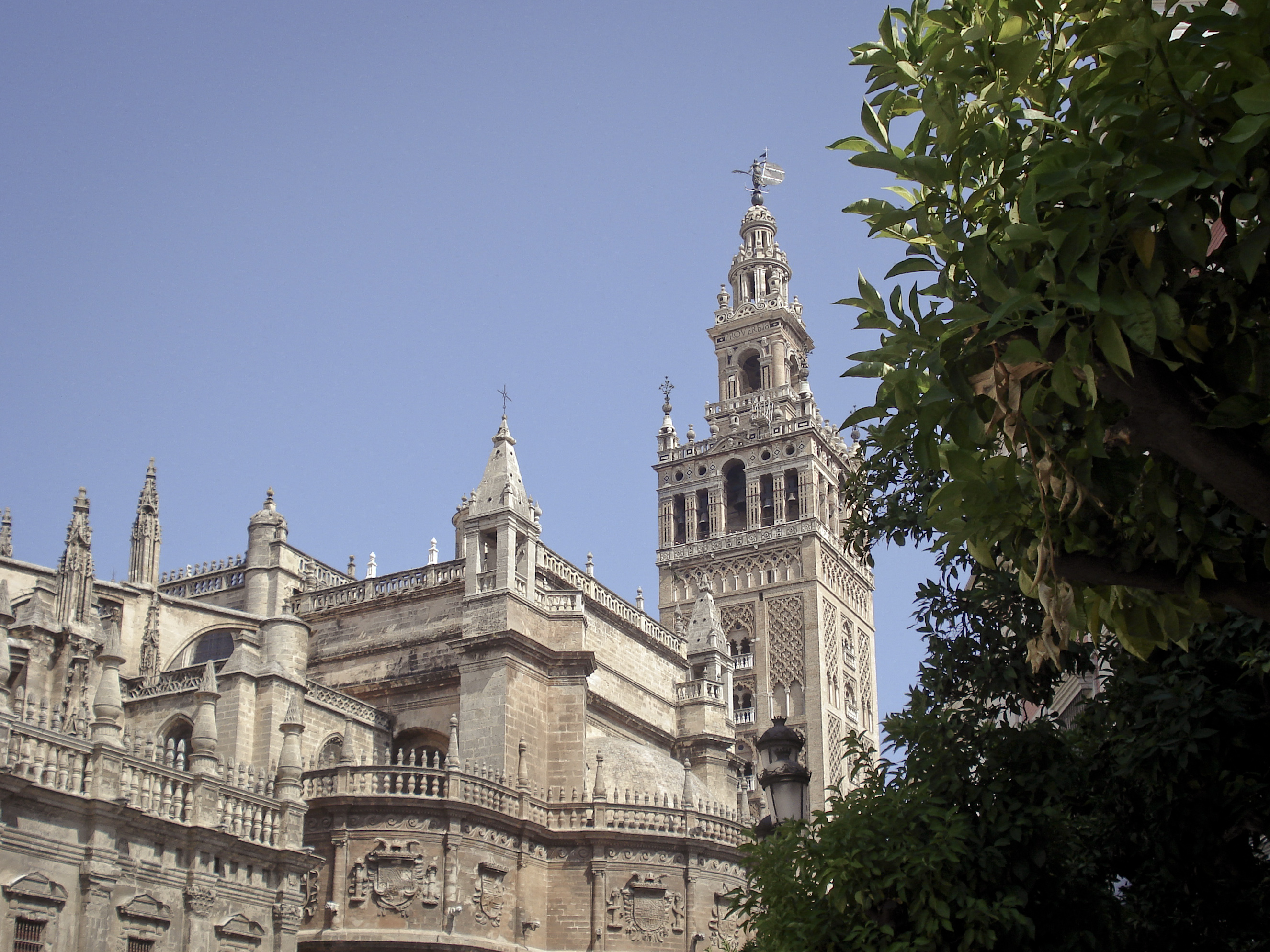
Catedral de Sevilha e a Giralda

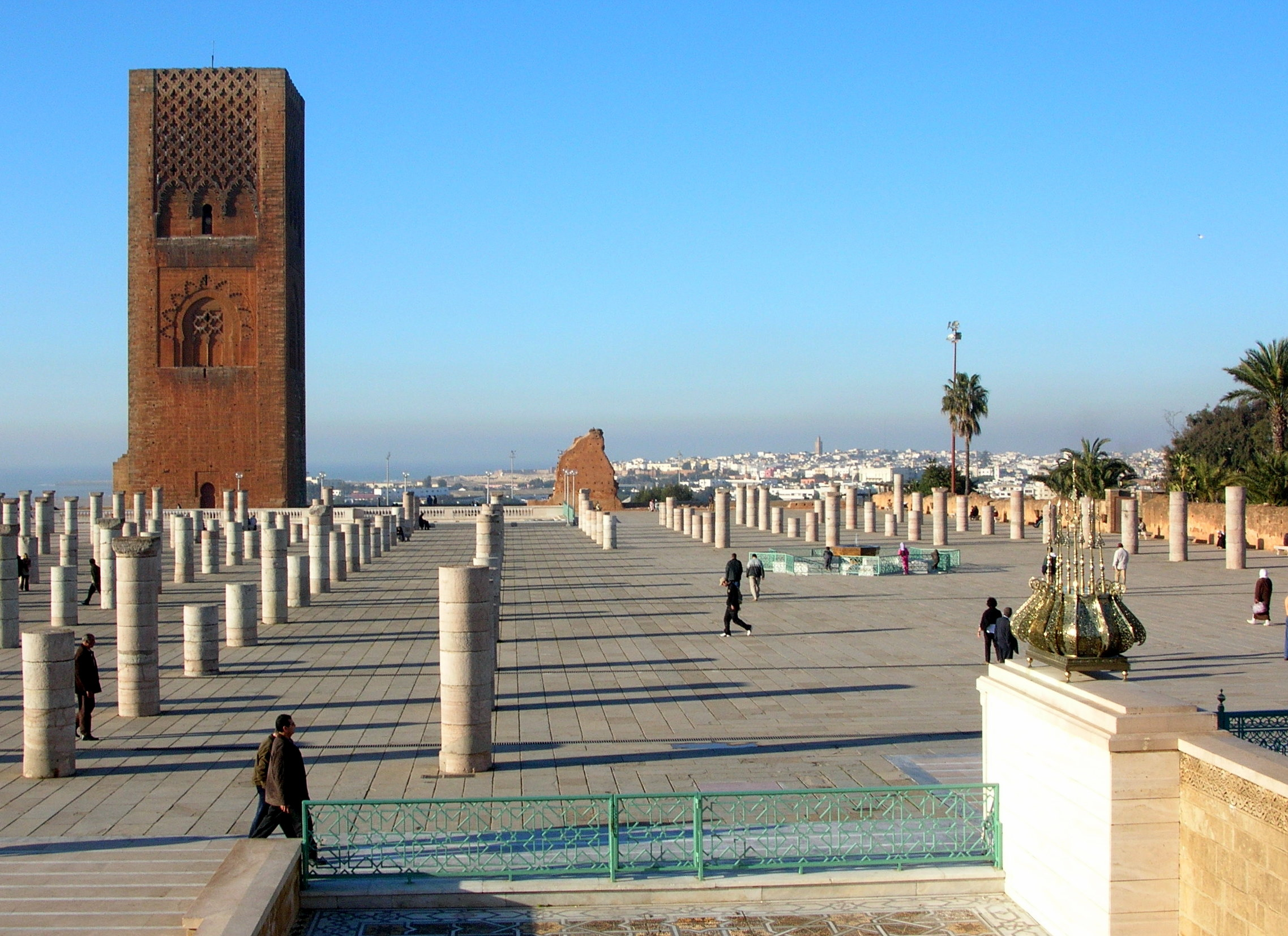
Recinto da Mesquita Haçane vista do teto da pequena mesquita anexa ao Mausoléu de Maomé V

Homem de grande cultura, Iacube escrevia um bom estilo árabe e protegia o filósofo andalusino Averróis que frequentava a corte como favorito. Era discípulo do místico sufita Abu Alabás Assabti e pediu-lhe para viver em Marraquexe, onde ofereceu casa, hospedaria aos discípulos e madraçal para estudos; o ensino era custeado pelos recursos do califa e sempre que Iacube visitava-o, fazia questão de se comportar humildemente e agir "como um servo". Apesar disso, Iacube conduziu dura perseguição aos judeus e convertidos, segundo Abde Aluaide de Marraquexe, destruindo suas sinagogas e obrigando-os a vestir sinais distintos, vestimentas de aparência absurda e de cores diferentes. Essas medidas causaram o desaparecimento temporário das comunidades judaicas do Marrocos, uma ausência que durou até o final do século XIII.

## Avaliação
Seu reinado é tido como apogeu do Califado Almóada. Segundo A. Huici Miranda, seu caráter energético, o cuidado e rigor com que supervisionou a administração de seus domínios e sua coragem pessoal permitiram-lhe derrotar todos os seus inimigos na Ifríquia e Alandalus, elevar a moral de seus exércitos e passar à memória da posteridade cercado pela auréola da lenda. Miranda entende que suas obras mostram-no como um continuador glorioso da obra monumental iniciada por seu avô e pai. Suas riquezas, o esplendor de sua corte, seu desejo de estar cercado por estudiosos, seu sucesso na guerra santa (jiade), cegou seus admiradores e os impediu de observar os germes de decomposição ocultos por trás de uma fachada tão brilhante: no Alandalus, apesar de seus sucessos contra Portugal e Castela, dificilmente poderia conter o avanço cristão, enquanto na Ifríquia, a revivente revolta árabo-maiorquina expôs uma profunda ferida no flanco do império, que logo drenaria toda sua força e energia.